# 甘基夫齊
48°32′41″N 25°25′11″E / 48.54472°N 25.41972°E
甘基夫齊（烏克蘭語：Ганьківці），是烏克蘭西部的村莊，隸屬伊萬諾-弗蘭科夫斯克州的科洛梅亞區。該村始建於1440年，面積16.5平方公里，2001年人口1,702，人口密度每平方公里103.2人。